# Kari Mäkinen (Geistlicher)

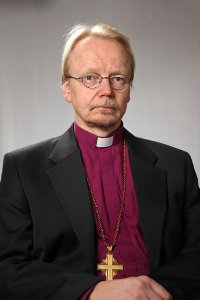
Kari Mäkinen (2013)

Kari Mäkinen (* 5. Januar 1955 in Pori) ist ein finnischer Geistlicher. Er war bis 2018 Erzbischof des Erzbistums Turku.

## Leben
Mäkinen studierte nach seiner Schulzeit evangelische Theologie in Finnland. Nach dem Studium war er als Vikar in der Kirchengemeinde Ulvila tätig. Seit 2006 ist Mäkinen Bischof von Turku. Das Bischofsamt existiert neben dem Erzbischofsamt als ein zweites eingerichtetes geistliches Amt im Erzbistum Turku.
Im Juni 2010 wurde Mäkinen zum Erzbischof gewählt. Er war damit Oberhaupt der  Evangelisch-Lutherischen Kirche Finnlands. Zum 1. Juni 2018 trat er in den Ruhestand.
Mäkinen ist mit Eija Mäkinen verheiratet. Das Paar hat vier Kinder.